# Михайлов, Николай Александрович (военачальник)
Николай Александрович Михайлов (12 октября 1926 — 29 октября 2004) — советский военный, участник Великой Отечественной войны (1941—1945). Проходил службу в частях и соединениях Советской Армии, а также в частях и соединениях ВВ МВД СССР.

## Биография
Родился 12 октября 1926 года в г. Кашине Тверской губернии. После окончания школы в 1941 году поступил в Кашинский техникум, который не успел закончить.
В январе 1942 вступил добровольцем в ряды Красной Армии. Во время Великой Отечественной войны был стрелком пулемётной роты. Участвовал в боях за освобождение Москвы и Сталинграда. По особому приказу, далее проходил службу в спецчастях НКВД СССР.
В ноябре 1943 года в звании старшего сержанта отправлен на учёбу в Военное училище.
За мужество и героизм в Великой Отечественной войне, награжден Государственными наградами СССР
В начале мая 1945 году окончил Тбилисское пехотное училище. Победу встретил в Москве, с однополчанами и однокурсниками.
Летом 1945 года после отпуска, направлен для прохождения службы в Закавказский Военный Округ. Командир десантно-штурмового взвода, взлетно-посадочной дивизии, 7-й Гвардейской Армии, Закавказского Военного округа.
С 1948 по 1949 год командир десантно-штурмовой группы, десантно-штурмовой бригады, данной дивизии.
С августа 1950 по декабрь 1951 года, проходил службу в оперативном отделе штаба дивизии.
На сборах в 1951 году, за отличие в службе, а также проявленную смекалку, гвардии старший лейтенант Михайлов Н. А. при выполнении боевого задания, получил из рук командира 37 Гв ВДК генерал-лейтенанта Василия Филипповича Маргелова наградные часы.
За время службы в этой дивизии совершил 42 прыжка с парашютом, в том числе 8 ночных, половину из них в условиях недостаточной видимости. При этом ночная практика десантирования в СССР применялась впервые.
В феврале 1951, как отличник Советской Армии, по распоряжению СНК СССР направлен на службу во Внутренние Войска МГБ СССР.
С 1952 по 1972 проходил службу во Внутренних Войсках МГБ-МООП-МВД СССР.
С 1957 года служил на командно-штабных и административных должностях: начальник штаба батальона, начальник штаба полка, заместитель начальника штаба дивизии, начальник штаба дивизии, 1-й заместитель командира дивизии.
C 1966 по 1974 — начальник штаба Свердловского гарнизона войск.
С 1974 года по 1976 — первый заместитель начальника управления штаба, с 1976 по 1980 — заместителем начальника штаба Уральского Военного Округа.
ЧП на Белоярской АС:
С 30 декабря 1978 по 04 января 1979 являлся, главным оперативным дежурным (а именно — руководителем) по вопросу ЧП на Белоярской АС. Непосредственно, по телефону докладывал лично Председателю Совета Министров СССР А. Н. Косыгину.
С 1980 года — в отставке.
Николай Александрович Михайлов, скончался 29 октября 2004 года в г. Москва.
Похоронен на Домодедовском кладбище г. Москвы
Заслуженный работник МВД СССР (1971)
Награждён Государственными наградами СССР и РФ.
Автор многих печатных работ о ВВ МВД СССР. Занесен в «Книгу Почета МВД СССР»